# 한국화랑협회
한국화랑협회는 미술문화의 홍익이념 구현을 위하여 미술의 대중보급 및 국제적 교류 증진에 이바지할 목적으로 1991년 4월 25일 설립된 대한민국 문화체육관광부 소관의 사단법인이다. 사무실은 서울특별시 종로구에 있다.

## 주요 사업
- 미술보급과 선양을 위한 전시회 개최
- 미술활동의 조사연구 및 정보를 제공하는 간행물 발행
- 미술애호가의 저변 확대를 위한 강습회, 세미나 개최
- 감정기구의 설치 및 운영
- 건전한 미술시장 형성을 위한 경매 실시